# Francesc Gamis
Francesc Gamis va néixer al segle xvi, probablement a Barcelona.

## Biografia
Donzell i cavaller així com Doctor en dret civil i canònic i catedràtic de Concili de Trent.i de Cànons fins a l'any 1596 o més, motiu pel qual va obtenir aquesta càtedra a perpetuïtat. Exercí d'advocat a Barcelona i fou assessor jurídic municipal.
L'any 1585 va ser nomenat delegat pel consistori per viatjar a Montsó per participar d'una audiència amb el rei i oferir-li la ciutat i demanar-li que torni a visitar Barcelona.
Obtingué el càrrec de conseller tercer entre 1587 i 1588, més endavant ascendí a Conseller en cap, entre els anys 1603-1604.
Va ser nomenat rector de l'Estudi General l'any durant el període comprès entre 1604-1606, càrrec que compaginà el primer any amb el de conseller en cap.
Durant el seu rectorat es produïren diversos aldarulls, que portaren als estudiants, el 10 de gener de 1606, a calar foc al domicili particular de Gamis, degut a la seva insistència en no suspendre les classes i voler acabar amb els insults, les provocacions i els abusos.
Com a advocat, va representar alguns professors davant el Consell de Cent a causa de la prohibició de vot en les oposicions universitàries.
Més endavant va ser jutge de l'Audiència entre 1608 i 1628.
Va morir al segle xvii.